# Selección femenina de fútbol sub-17 de Canadá
La selección femenina de fútbol sub-17 de Canadá (en inglés: Canada women's national under-17 soccer team; en francés: Équipe des États-Unis féminine de soccer des moins de 17 ans) es el equipo representativo de Canadá en las competiciones oficiales. Su organización está a cargo de la Asociación Canadiense de Fútbol, miembro de la Concacaf y la FIFA.

## Estadísticas

### Copa Mundial de Fútbol Femenino Sub-17
| Edición                | Resultado        | Posición | PJ | PG | PE | PP | GF | GC |
| ---------------------- | ---------------- | -------- | -- | -- | -- | -- | -- | -- |
| Nueva Zelanda 2008     | Cuartos de final | 7.º      | 4  | 1  | 2  | 1  | 3  | 4  |
| Trinidad y Tobago 2010 | Fase de grupos   | 10.º     | 3  | 1  | 0  | 2  | 1  | 3  |
| Azerbaiyán 2012        | Cuartos de final | 7.º      | 4  | 2  | 1  | 1  | 4  | 3  |
| Costa Rica 2014        | Cuartos de final | 8.º      | 4  | 1  | 2  | 1  | 7  | 7  |
| Jordania 2016          | Fase de grupos   | 9.º      | 3  | 1  | 1  | 1  | 4  | 5  |
| Uruguay 2018           | Cuarto lugar     | 4.º      | 6  | 3  | 0  | 3  | 7  | 8  |
| India 2022             | Fase de grupos   | -        | 3  | 0  | 2  | 1  | 2  | 6  |

### Campeonato Femenino Sub-17 de la Concacaf
| Edición                         | Resultado | Posición | PJ | PG | PE | PP | GF | GC |
| ------------------------------- | --------- | -------- | -- | -- | -- | -- | -- | -- |
| Trinidad y Tobago 2008          | Semifinal | 3.º      | 5  | 4  | 0  | 1  | 12 | 6  |
| Costa Rica 2010                 | Final     | 1.º      | 5  | 3  | 1  | 1  | 7  | 3  |
| Guatemala 2012                  | Final     | 2.º      | 5  | 4  | 0  | 1  | 17 | 2  |
| Jamaica 2013                    | Final     | 2.º      | 5  | 3  | 1  | 1  | 24 | 2  |
| Granada 2016                    | Semifinal | 3.º      | 5  | 3  | 0  | 2  | 15 | 9  |
| Estados Unidos y Nicaragua 2018 | Semifinal | 3.º      | 5  | 3  | 0  | 2  | 8  | 5  |
| República Dominicana 2022       | Semifinal | 3.º      | 7  | 5  | 1  | 1  | 26 | 5  |

## Últimos y próximos encuentros
| Fecha      | Ciudad        | Local   | Resultado | Visitante | Competición                      |
| ---------- | ------------- | ------- | --------- | --------- | -------------------------------- |
| 03-09-2022 | León          | México  | 4:1       | Canadá    | Women's Revelations Cup 2022     |
| 06-09-2022 | León          | Canadá  | 3:2       | Chile     | Women's Revelations Cup 2022     |
| 12-10-2022 | Margao        | Francia | 1:1       | Canadá    | Copa Mundial Femenil Sub-17 2022 |
| 15-10-2022 | Margao        | Japón   | 4:0       | Canadá    | Copa Mundial Femenil Sub-17 2022 |
| 18-10-2022 | Mumbai        | Canadá  | 1:1       | Tanzania  | Copa Mundial Femenil Sub-17 2022 |
| 26-08-2023 | Santo Domingo | Canadá  | 21:0      | Dominica  | Clas. Campeonato Femenil 2024    |
| 30-08-2023 | Santo Domingo | Canadá  | -:-       | Bermudas  | Clas. Campeonato Femenil 2024    |

## Palmarés
- Campeonato Femenino Sub-17 de la Concacaf (1): 2010.